# Orthopolycope
Orthopolycope is een geslacht van kreeftachtigen uit de klasse van de Ostracoda (mosselkreeftjes).

## Soorten
- Orthopolycope antarctica (Mueller, 1908) Chavtur, 1981
- Orthopolycope brevis (Mueller, 1908) Chavtur, 1981
- Orthopolycope dimorpha (Hartmann, 1954) Chavtur, 1981
- Orthopolycope kinggeorgensis (Hartmann, 1987) Chavtur, 1991
- Orthopolycope schulzi (Klie, 1950) Chavtur, 1981
- Orthopolycope tuberosa (Mueller, 1894) Chavtur, 1981